# 烏尼翁德雷耶斯

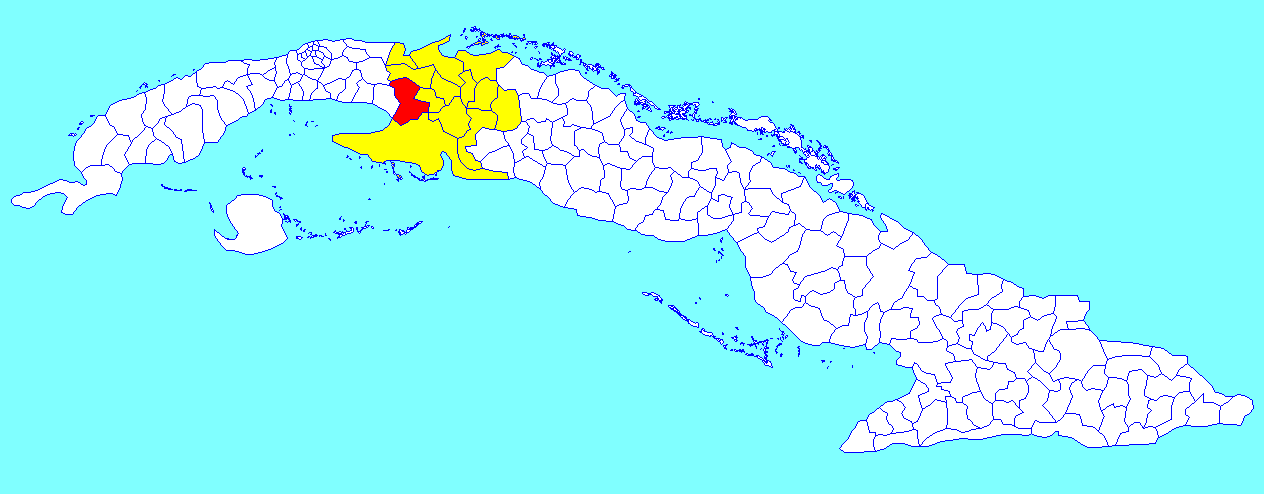

22°48′1″N 81°32′14″W / 22.80028°N 81.53722°W
烏尼翁德雷耶斯（西班牙語：Unión de Reyes），是古巴的城鎮，位於該國西部，由馬坦薩斯省負責管轄，始建於1844年，面積856平方公里，海拔高度55米，2004年普查人口總數為40,022人，人口密度每平方公里46.8人。